# Інженерна етика
Інжене́рна е́тика — розділ професійної етики і належить до специфіки інженерної праці.
Принципи інженерної етики закликають об'єктивно розв'язувати всі технічні питання, при цьому виробничі інтереси висуваються на перший план. Кожен інженер має свої власні погляди на одні й ті ж виробничі проблеми. 
Принципи інженерної етики набувають особливо важливого значення, коли ускладнюються особисті та виробничі відносини. Відбувається це в тому випадку, якщо через відхилення від проєкту або помилки розробника виріб перестає працювати — виникає аварія. При аварії, що призвела до потерпілих, особливо ретельно досліджуються її причини. Одночасно аналізують конструкцію виробу; її якість накладає велику відповідальність на конструктора. За недбалої розробки конструкції, порушенні норм і правил техніки безпеки і протипожежної техніки, що призвели до аварійних випадків, на розробника накладаються економічні чи юридичні санкції. Важливе значення має поведінка інженера-конструктора в аварійних ситуаціях. Об'єктивність, діловитість і почуття відповідальності повинні характеризувати моральну підготовку розробника. Відсутність прагнення звалити свою провину на інших і визнання своєї помилки є гідною поведінкою інженера-конструктора.